# Lotta Crabtree
Lotta Crabtree, pseudonimo di Charlotte Mignon Crabtree (New York, 7 novembre 1847 – San Francisco, 25 settembre 1924), è stata un'attrice statunitense.

## Biografia
Crabtree è cresciuta dall'età di quattro anni in California, dove si era trasferita la sua famiglia.
Lotta Crabtree fu allieva della famosa Lola Montez, che le insegnò un po' di danza e arte scenica, e sin da bambina, si mise in evidenza come attrazione di un saloon della cittadina mineraria di Rabbit Creek e percorse per anni il West, nel periodo della corsa all'oro, suscitando l'entusiasmo di platee popolari americane e successivamente anche di quelle inglesi, grazie alla freschezza e la vivacità delle sue interpretazioni e alla sua figura vivace e minuta.

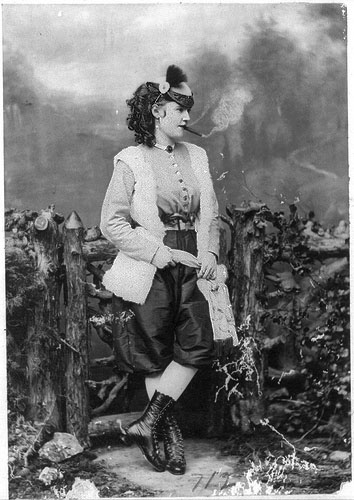
Lotta Crabtree

Il primo ruolo di Lotta Crabtree è stato in Loan of a Lover, interpretato a Petaluma, in California.
Quando venne chiamata a New York, una volta superata qualche incomprensione iniziale, diventò popolarissima in un repertorio che spaziava dalla riduzione della Bottega dell'antiquario di Charles Dickens a commedie melodrammatiche scritte appositamente sulla misura del suo stile recitativo.
La sua contagiosa allegria, i modi occasionalmente impertinenti e l'aspetto perennemente accattivante e infantile hanno reso Lotta Crabtree, un'artista versatile e si può considerare come un'attrice in prima linea nel teatro emergente della stravaganza burlesca e nel vaudeville.
Nel 1891 si ritirò ricchissima dalle scene e si stabilì nella sua tenuta sul lago Hopatcong, nel New Jersey, dedicandosi a opere filantropiche.

## Interpretazioni
- Firefly;
- Hearts Ease;
- Topsy;
- The Little Difference;
- Musette;
- Mam’zelle;
- Nitouche;
- Zip.